# Кремінський професійний ліцей
Кремінський професійний ліцей — професійно-технічний навчальний заклад, розташований у місті Кремінна Луганської області.

## Історія
У 1957 році гірничо-промислова школа № 48 селища Новодружівка Лисичанського району Луганської області була переведена в місто Кремінна на базу шахти «Кремінна», тресту «Лисичанськвугілля». В ГПШ, яка готувала робітничі кадри для шахти, навчалося 150 учнів. Навчальний корпус, майстерні, адміністративні будівлі, гуртожиток знаходилися в невеликому двоповерховому приміщенні. У 1962 році, у зв'язку з реорганізацією району, ГПШ № 48 стала будівельним училищем № 3. В училищі навчалося 210 учнів, які оволодівали професіями муляр, маляр, штукатур, слюсар, сантехнік.
У 1964 році будівельне училище перейменоване у професійно-технічне училище № 91. Попередній профіль навчального закладу залишився, але почалась підготовка учнів за професією електрогазозварник, а чисельність учнів склала 410 осіб.
У 1977 році розпочалося будівництво нового навчального комплексу ПТУ-91, а вже в вересні 1979 року учні розпочали навчальний рік в новому навчальному корпусі, майстернях, лабораторіях, гуртожитку, актовому та спортивному залах. В цьому ж році ПТУ стало середнім професійно-технічним закладом, термін навчання зріс до трьох років, учні стали одержувати середню освіту. Кількість учнів становила на той час 450 осіб.
У 2003 році ПТУ № 91 наказом Міністерства освіти науки України присвоєно статус професійного ліцею. За час існування навчального закладу в його стінах підготовлено близько 10000 кваліфікованих робітників — прохідники, муляри, маляри-штукатури, електрогазозварники, токарі, кухарі, кондитери, слюсарі-монтажники, оператори комп'ютерного набору, бухгалтери.
Директорами училища були: Литвяков Володимир Степанович, Кравченко Іван Зиновійович, Борщова Зоя Василівна, Сачко Анатолій Данилович, Дейнеко Віктор Олександрович, Колесник Анатолій Миколайович, Тертичний Валерій Іванович, Тихомиров Геннадій Михайлович, Бубнов Валерій Олександрович, Помченко Анатолій Михайлович, Водолажська Антоніна Іванівна, Лебідь Анатолій Васильович, Нітченко Анатолій Миколайович, Кіяшко Василь Федорович.

## Сьогодення
Реорганізований в процесі злиття з Державним закладом "Луганський національний університет імені Тараса Шевченка" шляхом приєднання до структурного підрозділу університету Відокремлений підрозділ «Регіональний центр професійної освіти Державного закладу «Луганський національний університет імені Тараса Шевченка»